# Distrito de Völkermarkt
El distrito de Völkermarkt es un distrito político del estado de Carintia (Austria). La capital del distrito es la ciudad de Völkermarkt.

## División administrativa

### Localidades con población (año 2018)
- Eberndorf 5862
- Eisenkappel-Vellach 2306
- Feistritz ob Bleiburg 2185
- Gallizien 1761
- Globasnitz 1620
- Griffen 3466
- Neuhaus 1040
- Ruden 1530
- Sittersdorf 2011
- St. Kanzian am Klopeiner See 4403
- Völkermarkt 10 946

### Ciudades
- Bleiburg (en esloveno: Pliberk) (4,083)
  - Aich, Bleiburg, Dobrowa, Draurain, Ebersdorf, Einersdorf, Grablach, Kömmel, Kömmelgupf, Loibach, Lokowitzen, Moos, Replach, Rinkenberg, Rinkolach, Ruttach, Schattenberg, Schilterndorf, St. Georgen, St. Margarethen, Weißenstein, Wiederndorf, Woroujach
- Völkermarkt (en esloveno: Velikovec) (11,373)
  - Admont, Aich, Arlsdorf, Attendorf, Bach, Berg ob Attendorf, Berg ob St. Martin, Bergstein, Bischofberg, Bösenort, Dobrowa, Drauhofen, Dullach I, Dullach II, Dürrenmoos, Frankenberg, Führholz, Gänsdorf, Gattersdorf, Gletschach, Greuth, Gurtschitschach, Hafendorf, Haimburg, Höhenbergen, Hungerrain, Kaltenbrunn, Klein St. Veit, Korb, Kremschitz, Krenobitsch, Kulm, Ladratschen, Lassein, Lasseinerbucht, Lippendorf, Mittertrixen, Neudenstein, Niederdorf, Niedertrixen, Niedertrixen, Obersielach, Obertrixen, Oschenitzen, Penk, Pörtschach, Rakollach, Rammersdorf, Rammersdorf, Ratschitschach, Reifnitz, Reisdorf, Ruhstatt, Ruppgegend, Salchendorf, Skoflitzen, St. Agnes, St. Georgen am Weinberg, St. Jakob, St. Lorenzen, St. Margarethen ob Töllerberg, St. Martin, St. Michael ob der Gurk, St. Peter am Wallersberg, St. Stefan, Steinkogel, Tainach, Tainacherfeld, Terpetzen, Töllerberg, Unarach, Unterbergen, Unterlinden, Völkermarkt, Waisenberg, Wandelitzen, Watzelsdorf, Weinberg, Wernzach, Winklern, Wurzen

### Ciudades-mercado
- Eberndorf (en esloveno: Dobrla vas) (6,016)
  - Buchbrunn, Buchhalm, Duell, Eberndorf, Edling, Gablern, Gösselsdorf, Graben, Hart, Hof, Homitzberg, Humtschach, Köcking, Kohldorf, Kühnsdorf, Loibegg, Mittlern, Mökriach, Oberburg, Pribelsdorf, Pudab, Seebach, St. Marxen, Unterbergen, Wasserhofen
- Eisenkappel-Vellach (en esloveno: Železna Kapla-Bela) (2,710)
  - Bad Eisenkappel, Blasnitzen, Ebriach, Koprein Petzen, Koprein Sonnseite, Leppen, Lobnig, Rechberg, Remschenig, Trögern, Unterort, Vellach, Weißenbach, Zauchen
- Griffen (en esloveno: Grebinj) (3,677)
  - Altenmarkt, Enzelsdorf, Erlach, Gariusch, Gletschach, Griffen, Griffnergemeinde, Großenegg, Grutschen, Haberberg, Haberberg, Kaunz, Kleindörfl, Klosterberg, Langegg, Lichtenwald, Limberg, Lind, Obere Gemeinde, Poppendorf, Pustritz, Rakounig, Rausch, Salzenberg, Schloßberg, St. Jakob, St. Kollmann, St. Leonhard an der Saualpe, Stift Griffen, Tschrietes, Untergrafenbach, Untergreutschach, Unterrain, Wallersberg, Wölfnitz, Wriesen

### Municipios
- Diex (en esloveno: Djekše) (863)
  - Bösenort (en esloveno: Hudi kraj), Diex, Grafenbach (en esloveno: Kneža), Großenegg (en esloveno: Tolsti Vrh), Haimburgerberg (en esloveno: Vovbrske Gore), Michaelerberg (en esloveno: Šmihelska Gora), Obergreutschach (en esloveno: Zgornje Krčanje)
- Feistritz ob Bleiburg (en esloveno: Bistrica pri Pliberku) (2,128)
  - Dolintschitschach, Feistritz ob Bleiburg, Gonowetz, Gonowetz, Hinterlibitsch, Hof, Lettenstätten, Penk, Pirkdorf, Rischberg, Ruttach-Schmelz, St. Michael ob Bleiburg, Tscherberg, Unterlibitsch, Unterort, Winkel
- Gallizien (en esloveno: Galicija) (1,825)
  - Abriach, Abtei, Dolintschach, Drabunaschach, Enzelsdorf, Feld, Freibach, Gallizien, Glantschach, Goritschach, Krejanzach, Linsendorf, Möchling, Moos, Pirk, Pölzling, Robesch, Unterkrain, Vellach, Wildenstein
- Globasnitz (en esloveno: Globasnica) (1,645)
  - Globasnitz, Jaunstein, Kleindorf, Podrain, Slovenjach, St. Stefan, Traundorf, Tschepitschach, Unterbergen, Wackendorf
- Neuhaus (en esloveno: Suha) (1,236)
  - Bach-Potoce, Berg ob Leifling, Graditschach, Hart, Heiligenstadt, Illmitzen, Kogelnigberg, Leifling, Motschula, Neuhaus, Oberdorf, Pudlach, Schwabegg, Unterdorf, Wesnitzen, Wesnitzen
- Ruden (en esloveno: Ruda) (1,600)
  - Dobrowa, Eis, Grutschen, Kanaren, Kleindiex, Kraßnitz, Lippitzbach, Obermitterdorf, Ruden, St. Jakob, St. Martin, St. Nikolai, St. Radegund, Untermitterdorf, Unternberg, Unterrain, Weißeneggerberg, Wunderstätten
- Sankt Kanzian am Klopeiner See (en esloveno: Škocijan) (4,297)
  - Brenndorf, Duell, Grabelsdorf, Horzach I, Horzach II, Kleindorf I, Kleindorf II, Klopein, Lanzendorf, Lauchenholz, Littermoos, Mökriach, Nageltschach, Oberburg, Obersammelsdorf, Oberseidendorf, Peratschitzen, Piskertschach, Saager, Schreckendorf, Seelach, Seidendorf, Sertschach, Srejach, St. Kanzian am Klopeiner See, St. Lorenzen, St. Marxen, St. Primus, St. Veit im Jauntal, Stein im Jauntal, Steinerberg, Unterburg, Unternarrach, Untersammelsdorf, Vesielach, Wasserhofen, Weitendorf
- Sittersdorf (en esloveno: Žitara vas) (2,122)
  - Altendorf, Blasnitzenberg, Dullach, Goritschach, Hart, Homelitschach, Jerischach, Kleinzapfen, Kristendorf, Miklauzhof, Müllnern, Obernarrach, Pfannsdorf, Pogerschitzen, Polena, Proboj, Rain, Rückersdorf, Sagerberg, Sielach, Sittersdorf, Sonnegg, Tichoja, Weinberg, Wigasnitz, Winkel, Wrießnitz

(Entre paréntesis, población a 15 de mayo de 2001.)